# Species II
Species 2 (bra: A Experiência 2 - A Mutação; prt: Espécie Mortal II) é um filme estadunidense de 1998, dos gêneros ficção científica de terror, dirigido por Peter Medak, com roteiro de Chris Brancato baseado em personagens criados por Dennis Feldman.
Trata-se de uma continuação de Species, de 1995.

## Sinopse
Durante a primeira missão terrestre a Marte, um astronauta é infectado com DNA alienígena e vira um mutante. Ao voltar à Terra, ele começa a procurar mulheres para copular e gerar descendentes. Para conter o monstro, entram em cena os sobreviventes do primeiro filme.

## Elenco
- Michael Madsen .... Press Lenox[7]
- Natasha Henstridge .... Eve[7]
- Marg Helgenberger .... Dr. Laura Baker[7]
- Mykelti Williamson .... Dennis Gamble[7]
- George Dzundza .... Colonel Carter Burgess Jr[7]
- James Cromwell .... Senator Judson Ross[7]
- Justin Lazard .... Patrick Ross[7]
- Myriam Cyr .... Anne Sampas[7]
- Sarah Wynter .... Melissa[7]
- Baxter Harris .... Dr. Orinsky[7]
- Scott Morgan .... Harry Sampas[7]